# Lubbock, Teksas
Lubbock je grad u američkoj saveznoj državi Teksas. Sjedište je istoimenog okruga. Nalazi se na sjeverozapadu Teksasa, na stepskoj visoravni Llano Estacado. Centar je regije poznate kao South Plains, koja je najveći svjetski uzgajivač pamuka. Grad je poznat i kao rodno mjesto glazbenika Buddyja Hollyja.
Okrug Lubbock osnovan je 1876. i nazvan po Thomasu Saltusu Lubbocku, vojniku Konfederacije. Istoimeno je naselje nastalo 1890., a status grada nosi od 1909.
Godine 2006. Lubbock je imao 212.169 stanovnika, čime je bio 12. grad po brojnosti u Teksasu i 90. u SAD-u.

## Vanjske poveznice
- Službena stranica (engl.)
- Stranica Turističke zajednice (engl.)

### Ostali projekti
|  | Zajednički poslužitelj ima stranicu o temi Lubbock, Teksas |